# Joël Félix
Joël Félix, né en 1960, est un historien français.

## Biographie
Professeur d'histoire européenne à l'Université de Reading, Joël Félix est un spécialiste de l'Ancien Régime et de la Révolution française.

## Sélection de publications
- Louis XVI et Marie-Antoinette. Des nations unies couple en politique, Payot, Paris, 2006 (lauréat du prix Paul-Michel Perret par l'Académie des Sciences Morales et Politiques, 2006).
- Finances et politique au siècle des Lumières : le ministère L'Averdy, 1763-1768, Comité pour l'Histoire Économique et Financière de France, Paris, 1999.
- Économie et finances sous l'Ancien Régime, guide du chercheur, 1523-1789, Comité pour l'Histoire Économique et Financière de France, Paris, 1994.
- Les Magistrats du Parlement de Paris, 1771-1789, Sedopols, Paris, 1990.